# Músculo esplênio da cabeça
O músculo esplênio da cabeça (português brasileiro) ou músculo esplénio da cabeça (português europeu) é um músculo do dorso, que se insere, superiormente, no processo mastóide do osso temporal e, inferiormente, nos processos espinhosos de C7 a T5 e na extremidade inferior do ligamento da nuca.